# Aringay
Aringay è una municipalità di terza classe delle Filippine, situata nella Provincia di La Union, nella Regione di Ilocos.
Aringay è formata da 24 baranggay:
- Alaska
- Basca
- Dulao
- Gallano
- Macabato
- Manga
- Pangao-aoan East
- Pangao-aoan West
- Poblacion
- Samara
- San Antonio
- San Benito Norte

- San Benito Sur
- San Eugenio
- San Juan East
- San Juan West
- San Simon East
- San Simon West
- Santa Cecilia
- Santa Lucia
- Santa Rita East
- Santa Rita West
- Santo Rosario East
- Santo Rosario West